# طارق حبيب
طارق حبيب (23 يوليو 1936- 14 يونيو 2013) هو إعلامي ومقدم برامج مصري.

## حياته
- عمل لفترة في مجال البنوك كمدير لبنك أمريكان أكسبريس.
- بدأ العمل في التلفزيون المصري عام 1970 وكان أول برنامج جماهيري له اثنين على الهوى. كان السبق لهذا الإعلامي انه أول من سجل لقاء مع الأدباء الكبار في مصر أمثال طه حسين ونجيب محفوظ وتوفيق الحكيم وكان محاور ماهر له أسلوب مشوق في تقديم برامجه. من أشهر البرامج التي قدمها هي «اهلا وسهلاً» و«حروف والوف» و«اتنين على الهواء» و«اتوجراف».

توفي طارق حبيب صاحب عبارة «مع أجمل المنى وأرق تحياتي» في 14 يونيو 2013 عن عمر يناهز 77 عامًا.